# Matsucoccus banksianae
Matsucoccus banksianae är en insektsart som beskrevs av Ray 1991. Matsucoccus banksianae ingår i släktet Matsucoccus och familjen pärlsköldlöss. Inga underarter finns listade i Catalogue of Life.